# ランウェイ

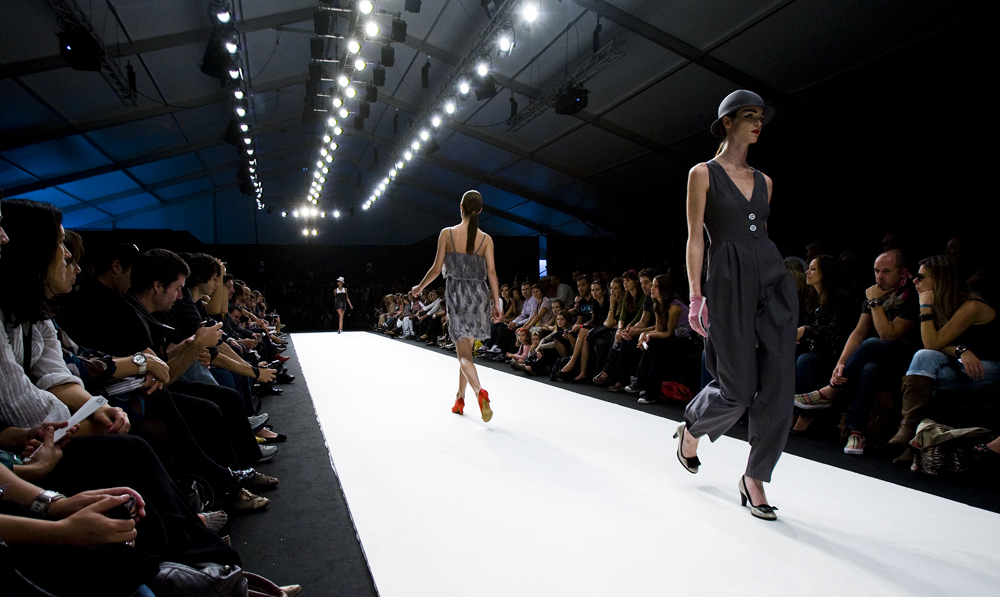
ランウェイを歩くモデル

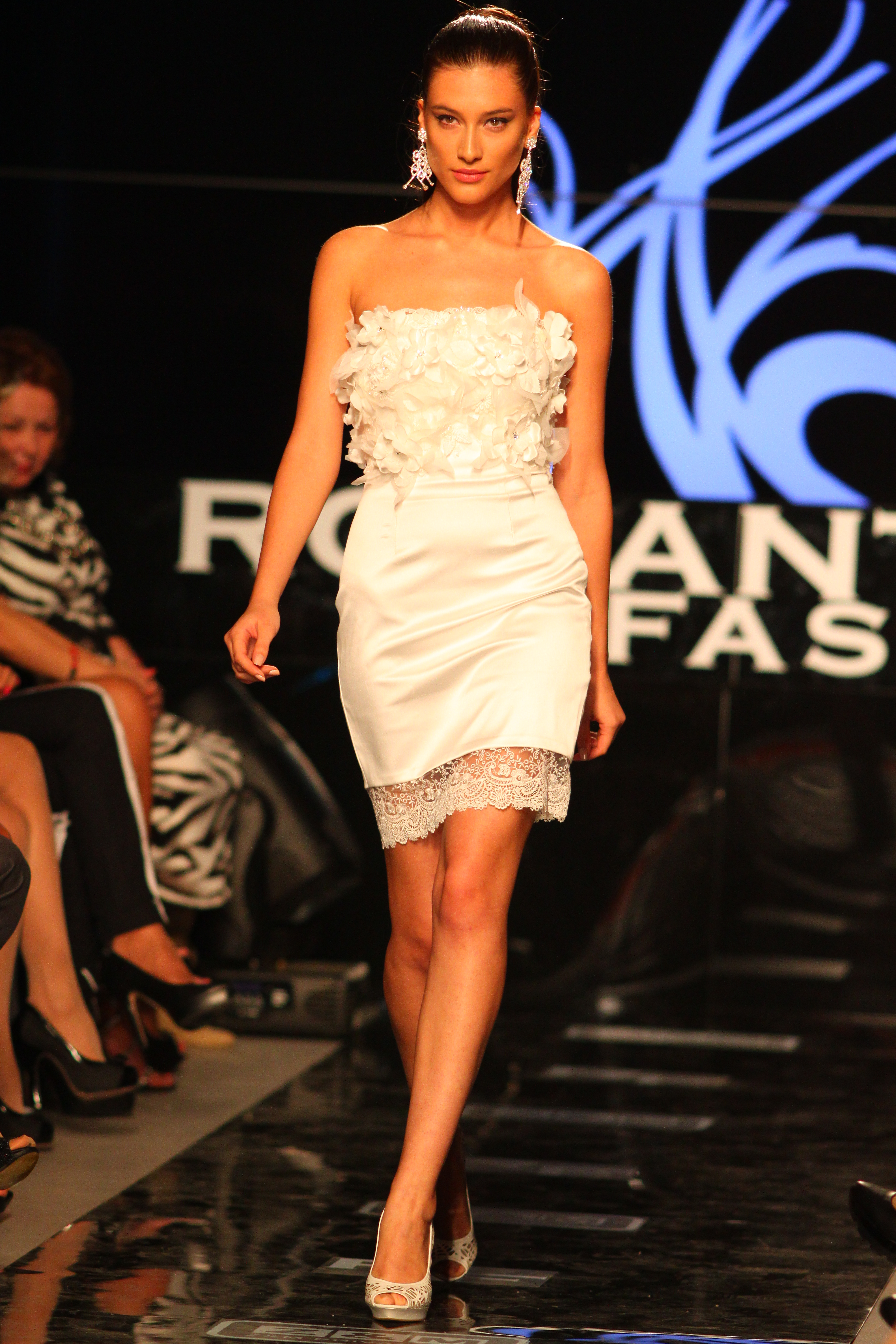
ブルガリア・ソフィアの「Romantika Fashion」でランウェイを歩くファッションモデル

ランウェイ（英語: runway）あるいはキャットウォーク（英語: catwalk）とは、ファッションショーの間、ファッションモデルたちが服やアクセサリーのデモンストレーションを行う舞台である。幅が狭く通常は平坦であり、オーディトリアムで客席の中に突き出していたり、屋外ならば客席エリアを仕切るような形で設置される。
英語で「what's on the catwalk」（キャットウォーク上のもの）などの隠語は、ファッション分野で新しい流行となっている事物を意味する。

## 専属モデル
モデルが何らかのファッションブランドとの専属契約を勝ち取ることは、その特定のデザイナーだけのためショーに出るよう選ばれたということである。これは通常、モデルとしてのキャリアの起点となるもので、世界の著名なランウェイでスポットライトを浴びることが保証される点で、ファッション業界でのステータス上昇につながる。
プラダやバレンシアガの専属モデルとしてキャットウォークに上ることは、キャットウォーク出演の「聖杯」とみなされており、イリナ・クルコヴァ、サーシャ・ピヴォヴァロヴァ、そしてリンジー・ウィクソンなど、新人モデルが注目を浴びるきっかけとなる。

## 撮影イベントでのランウェイ
2020年前後以降の日本では大規模撮影会において水着やコスチュームブランドとのコラボレーションで特設ランウェイが設置され、ファッションショーとともにモデル紹介が行われている。